# Amphoe Sirindhorn

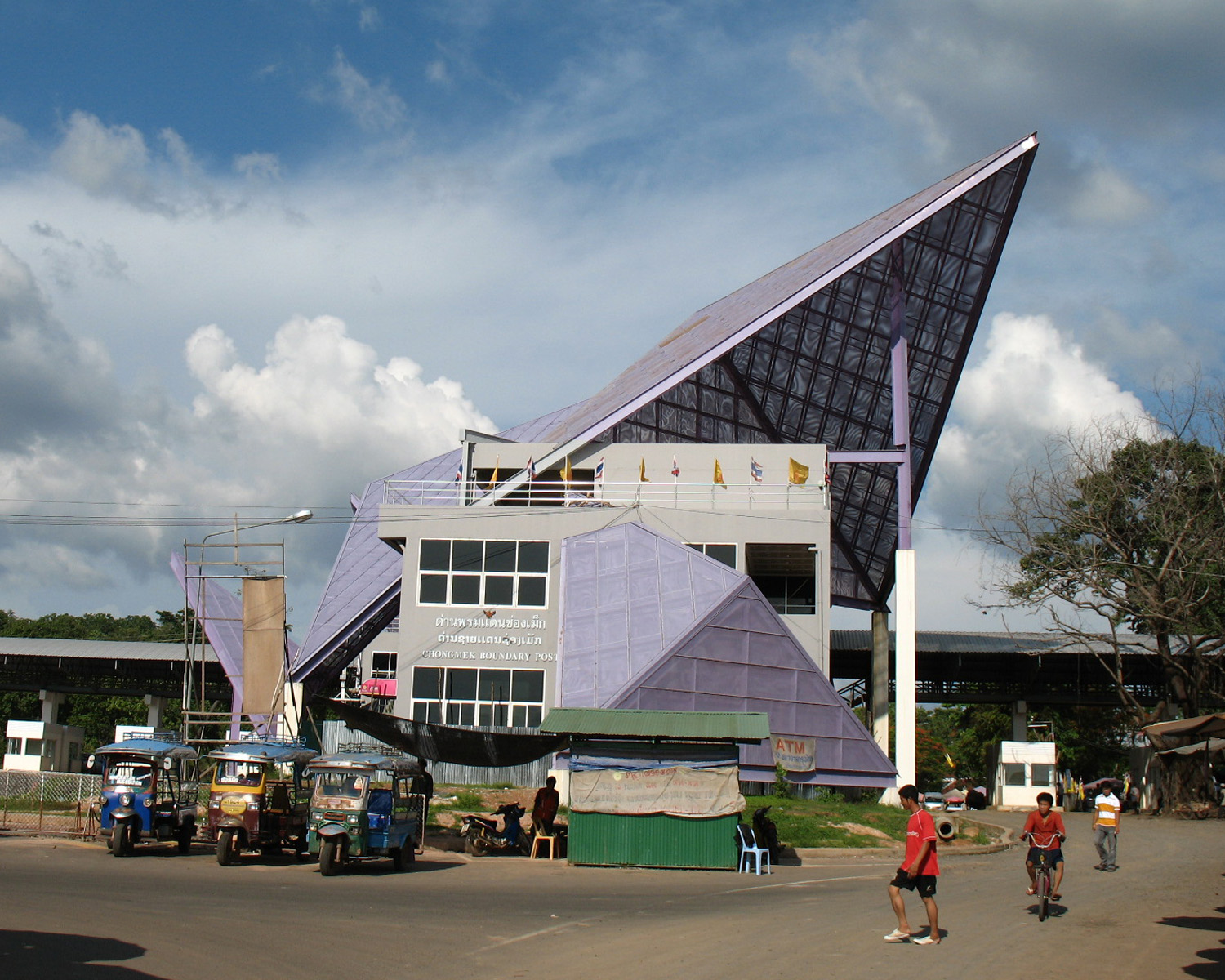
Grenzübergang Chong Mek nach Laos

Amphoe Sirindhorn (thailändisch อำเภอ สิรินธร, RTGS Sirinthon) ist ein Landkreis (Amphoe – Verwaltungs-Distrikt) im Osten der Provinz Ubon Ratchathani. Die Provinz Ubon Ratchathani liegt in der Nordostregion von Thailand, dem so genannten Isan. 
Der Name Sirindhorn wurde dem Landkreis zu Ehren von Prinzessin Sirindhorn zu ihrem 36. Geburtstag verliehen.

## Geographie
Benachbarte Landkreise (von Süden im Uhrzeigersinn): die Amphoe Buntharik, Phibun Mangsahan und Khong Chiam der Provinz Ubon Ratchathani. Im Osten auf dem anderen Ufer des Mekong liegt die laotische Provinz Champasak.
Die Talsperre Sirindhorn liegt im Landkreis. Er staut den Fluss Lam Dom Noi (ลำโดมนอย) auf.

## Verkehr
Es gibt einen offiziellen Grenzübergang nach Laos: 
- Chong Mek über die Thailand Route 217 und weiter über die Nationalstraße 16 zur laotischen Stadt Pakse (Pakxé).

## Geschichte
Der Landkreis Sirindhorn wurde am 3. Januar 1992 eingerichtet, indem Tambon Kham Khuean Kaeo vom Amphoe Khong Chiam sowie die fünf Tambon Khan Rai, Chong Mek, Nikhom Sang Ton-eng Lam Dom Noi, Non Ko und Fang Kham vom Amphoe Phibun Mangsahan abgetrennt wurden.

## Verwaltungseinheiten

### Provinzverwaltung
Der Landkreis Sirindhorn ist in sechs Tambon („Unterbezirke“ oder „Gemeinden“) eingeteilt, die sich weiter in 76 Muban („Dörfer“) unterteilen.
| Nr. | Name                            | Thai                 | Muban | Einw.  |
| --- | ------------------------------- | -------------------- | ----- | ------ |
| 1.  | Khan Rai                        | คันไร่                 | 16    | 11.369 |
| 2.  | Chong Mek                       | ช่องเม็ก               | 13    | 09.239 |
| 3.  | Non Ko                          | โนนก่อ                | 14    | 10.435 |
| 4.  | Nikhom Sang Ton-eng Lam Dom Noi | นิคมสร้างตนเองลำโดมน้อย | 13    | 07.447 |
| 5.  | Fang Kham                       | ฝางคำ                | 04    | 03.564 |
| 6.  | Kham Khuean Kaeo                | คำเขื่อนแก้ว            | 16    | 10.353 |

### Lokalverwaltung
Es gibt zwei Kommunen mit „Kleinstadt“-Status (Thesaban Tambon) im Landkreis:
- Chong Mek (Thai: เทศบาลตำบลช่องเม็ก) besteht aus Teilen des Tambon Chong Mek.
- Nikhom Sang Ton-eng Lam Dom Noi (Thai: เทศบาลตำบลนิคมสร้างตนเองลำโดมน้อย) besteht aus dem gesamten Tambon Nikhom Sang Ton-eng Lam Dom Noi.

Außerdem gibt es fünf „Tambon-Verwaltungsorganisationen“ (องค์การบริหารส่วนตำบล – Tambon Administrative Organizations, TAO):
- Khan Rai (Thai: องค์การบริหารส่วนตำบลคันไร่)
- Chong Mek (Thai: องค์การบริหารส่วนตำบลช่องเม็ก)
- Non Ko (Thai: องค์การบริหารส่วนตำบลโนนก่อ)
- Fang Kham (Thai: องค์การบริหารส่วนตำบลฝางคำ)
- Kham Khuean Kaeo (Thai: องค์การบริหารส่วนตำบลคำเขื่อนแก้ว)